# Liga VI
Liga VI ist die sechsthöchste Spielklasse im rumänischen Fußball. Sie trug bis einschließlich der Saison 2010/11 den Namen Categoria Promoție. Der Wettbewerb wird auf Kreisebene ausgetragen. Die Sieger der einzelnen Staffeln treten in Ausscheidungsspielen gegeneinander an, deren Sieger in die Liga V aufsteigen.